# Touarga
Touarga (en àrab تواركة, Twārga; en amazic ⵜⵡⴰⵔⴳⴰ) és un municipi de la prefectura de Rabat, a la regió de Rabat-Salé-Kenitra, al Marroc. Segons el cens de 2014 tenia una població total de 3.932 persones. Està enclavat dins la ciutat de Rabat i s'hi troba el palau reial de Rabat, residència del rei Mohammed VI del Marroc. De 1994 a 2004 va veure una disminució de la població de vora el 20%, que passà de 8.080 a 6.452 habitants.